# Santa Cruz de Succhabamba
Santa Cruz de Succhabamba es una localidad peruana, capital del distrito y provincia de Santa Cruz, en el departamento de Cajamarca. 
Tiene una población de 3579 habitantes en el 1993. Está a una altitud de 2035 m s. n. m.

## Clima
| Parámetros climáticos promedio de Santa Cruz (territorios entre 2000 - 2500 m s. n. m.). | Parámetros climáticos promedio de Santa Cruz (territorios entre 2000 - 2500 m s. n. m.). | Parámetros climáticos promedio de Santa Cruz (territorios entre 2000 - 2500 m s. n. m.). | Parámetros climáticos promedio de Santa Cruz (territorios entre 2000 - 2500 m s. n. m.). | Parámetros climáticos promedio de Santa Cruz (territorios entre 2000 - 2500 m s. n. m.). | Parámetros climáticos promedio de Santa Cruz (territorios entre 2000 - 2500 m s. n. m.). | Parámetros climáticos promedio de Santa Cruz (territorios entre 2000 - 2500 m s. n. m.). | Parámetros climáticos promedio de Santa Cruz (territorios entre 2000 - 2500 m s. n. m.). | Parámetros climáticos promedio de Santa Cruz (territorios entre 2000 - 2500 m s. n. m.). | Parámetros climáticos promedio de Santa Cruz (territorios entre 2000 - 2500 m s. n. m.). | Parámetros climáticos promedio de Santa Cruz (territorios entre 2000 - 2500 m s. n. m.). | Parámetros climáticos promedio de Santa Cruz (territorios entre 2000 - 2500 m s. n. m.). | Parámetros climáticos promedio de Santa Cruz (territorios entre 2000 - 2500 m s. n. m.). | Parámetros climáticos promedio de Santa Cruz (territorios entre 2000 - 2500 m s. n. m.). |
| Mes                                                                                      | Ene.                                                                                     | Feb.                                                                                     | Mar.                                                                                     | Abr.                                                                                     | May.                                                                                     | Jun.                                                                                     | Jul.                                                                                     | Ago.                                                                                     | Sep.                                                                                     | Oct.                                                                                     | Nov.                                                                                     | Dic.                                                                                     | Anual                                                                                    |
| ---------------------------------------------------------------------------------------- | ---------------------------------------------------------------------------------------- | ---------------------------------------------------------------------------------------- | ---------------------------------------------------------------------------------------- | ---------------------------------------------------------------------------------------- | ---------------------------------------------------------------------------------------- | ---------------------------------------------------------------------------------------- | ---------------------------------------------------------------------------------------- | ---------------------------------------------------------------------------------------- | ---------------------------------------------------------------------------------------- | ---------------------------------------------------------------------------------------- | ---------------------------------------------------------------------------------------- | ---------------------------------------------------------------------------------------- | ---------------------------------------------------------------------------------------- |
| Temp. máx. media (°C)                                                                    | 23.9                                                                                     | 23.6                                                                                     | 23.4                                                                                     | 23.1                                                                                     | 23.4                                                                                     | 23.4                                                                                     | 22.7                                                                                     | 22.9                                                                                     | 23                                                                                       | 23.2                                                                                     | 23.7                                                                                     | 23.9                                                                                     | 23.4                                                                                     |
| Temp. media (°C)                                                                         | 17.6                                                                                     | 17.5                                                                                     | 17.2                                                                                     | 16.9                                                                                     | 16.3                                                                                     | 15.8                                                                                     | 15.4                                                                                     | 15.7                                                                                     | 16.2                                                                                     | 16.6                                                                                     | 16.8                                                                                     | 16.9                                                                                     | 16.6                                                                                     |
| Temp. mín. media (°C)                                                                    | 11.4                                                                                     | 11.4                                                                                     | 11.1                                                                                     | 10.8                                                                                     | 9.2                                                                                      | 8.2                                                                                      | 8.2                                                                                      | 8.5                                                                                      | 9.4                                                                                      | 10.1                                                                                     | 9.9                                                                                      | 10                                                                                       | 9.9                                                                                      |
| Fuente: climate-data.org                                                                 |                                                                                          |                                                                                          |                                                                                          |                                                                                          |                                                                                          |                                                                                          |                                                                                          |                                                                                          |                                                                                          |                                                                                          |                                                                                          |                                                                                          |                                                                                          |

## Lugares de interés
Piedra Chamana-Sexi,
Los Baños Termales-Chancay Baños,
Poro Poro-Catache,
Las Grutas-Ninabamba,
Las Ventanillas-Santa Cruz